# Wallace & Gromit: Osten är slut
Wallace & Gromit – Osten är slut (A Grand Day Out) är en lerfigursfilm från 1989 och den första av filmerna i Wallace & Gromit-serierna. Den 24 minuter långa filmen tog sex år att producera.

## Handling
Wallace och Gromit är mycket förtjusta i kex med skivad ost på. På kvällen upptäcker de att osten är slut och att affärerna är stängda. Wallace bygger ett rymdskepp för att bege sig till månen, eftersom en gammal myt är att månen består av ost. Där råkar de stöta på en robot vilken liknar en ugn, medan de festar på kex och osten från månen. I denna varelse finns ett myntinkast, Wallace lägger i ett mynt men ingenting händer.
Efter att de har gått iväg från roboten börjar den få liv. Den noterar att någon har genomfört en picknick och han börjar genast undersöka det. Därefter finner roboten en tidning som han börjar bläddra i. Där ser roboten en bild i tidningen som visar skidåkning i bergen från jorden. Han vill gärna göra detta och går vidare tills han får syn på Wallace raket.
Han vill gärna följa med till jorden och åka skidor, och försöker ta sig in i raketen när den är på väg att lyfta från månen. Maskinen blir besviken över sin uteblivna tur till jorden, men sedan får han idén att tillverka en skidutrustning av olika vrakdelar från raketen. Roboten börjar nu att åka skidor och blir mycket nöjd.

## Röster
| Roll    | Originalröst | Svensk röst   |
| ------- | ------------ | ------------- |
| Wallace | Peter Sallis | Claes Månsson |